# Poltys millidgei
Poltys millidgei är en spindelart som beskrevs av Smith 2006. Poltys millidgei ingår i släktet Poltys och familjen hjulspindlar. Inga underarter finns listade i Catalogue of Life.